# Dialogue for Catalonia
Dialogue for Catalonia (lit. ‘Diàleg per Catalunya’) és un manifest de suport signat per 50 personalitats internacionals promogut per Òmnium Cultural i publicat a The Washington Post i The Guardian, a favor de l'amnistia dels presos polítics catalans i del dret d'autodeterminació en el context del procés independentista català. Els signants lamenten la judicialització del conflicte polític català i conclouen que aquesta via, lluny de resoldre'l, l'agreuja: «ha comportat una repressió creixent i cap solució». Alhora, fan una crida al «diàleg sense condicions» de les parts «que permeti a la ciutadania de Catalunya decidir el seu futur polític» i exigeixen la fi de la repressió i l'amnistia per als represaliats.

## Signants
Les 50 persones signants dels manifest provenen del món de la cultura, de la política i de l'activisme en defensa dels drets humans: Mirta Acuña de Baravalle, Adolfo Pérez Esquivel, Charles Taylor, Yoko Ono, Jean Ziegler, Ambler Hodges Moss, Ronnie Kasrils, Boaventura de Sousa Santos, Milan Kučan, Joan Baez, Jaan Kaplinski, António Lobo Antunes, Silvia Federici, Ivo Vajgl, Mairead Corrigan, Clayborne Carson, Elfriede Jelinek, Dimitrij Rupel, Dilma Rousseff, Shirin Ebadi, Gerry Adams, Guy Standing, Saskia Sassen, Holger K. Nielsen, Jody Williams, Craig Calhoun, José Bové, Rémy Pagani, Colm Tóibín, Ramin Jahanbegloo, Ai Weiwei, Osman Kavala, Irvine Welsh, Bill Shipsey, Paul Mason, José Eduardo Agualusa, Burhan Sönmez, Can Dündar, Iván Cepeda Castro, Neil LaBute, Ben Emmerson, Michel Forst, Carolin Emcke, Rafael Spregelburd, Paul B. Preciado, Lorena Zárate, Simon Stephens, Sergio Blanco, Lana Bastašić i Joshua Wong.